# Victor Nwankwo (Verleger)
Victor Nwankwo (geboren 12. Dezember 1944 in Ajalla, Region Enugu, Nigeria; gestorben 29. August 2002 in Enugu) war ein nigerianischer Verleger.

## Leben
Victor Nwankwo war ein Sohn des Emmanual O. Nwankwo und der Ikejiani, ein älterer Bruder war der Politiker Arthur Nwankwo. Er heiratete 1979 Theodora Ndigwe, sie haben vier Kinder. Nwankwo besuchte das Yaba College of Technology und die University of Nigeria. Im Biafra-Krieg 1967 bis 1970 schlug er sich auf die Seite der abtrünnigen Biafraner und wurde Offizier der Rebellionsstreitkräfte. Er schrieb ein Buch über das Kriegsgeschehen, das 1969 in einer deutschen Übersetzung erschien, das Manuskript ging später verloren, so dass die englische Ausgabe 1985 eine Rückübersetzung wurde. Bei Kriegsende musste er sich für eine Zeit verstecken, bevor er sein Studium fortsetzen konnte und 1971 einen Bachelor-Abschluss als Ingenieur machen konnte. Er arbeitete danach als Ingenieur und Manager in der staatlichen Verwaltung, bei verschiedenen Ingenieursfirmen und bei Baufirmen. Er war Mitglied der Nigerian Society of Engineers.  
Im Jahr 1977 gründete er zusammen mit seinen Brüdern den Verlag Fourth Dimension Publishing Company und leitete diesen, anfangs nur in Teilzeit, ab 1984 dann in Vollzeit, bis zu seinem Tod 2002. Der Verlag entwickelte sich zu einem der führenden Verlagshäuser in Afrika. Er war Verbandsfunktionär im nationalen und internationalen Verlagswesen. Er schrieb außerdem in den 1980er Jahren täglich eine Zeitungskolumne. Er erhielt den Ehrentitel „Chief“.
Victor Nwankwo wurde 2002 vor seinem Haus niedergeschossen.

## Schriften (Auswahl)
- Der Weg nach Udina. Übersetzung ins Deutsche aus dem Manuskript Ruth Bowert. Bonn: Afrika-Presse Dienst, 1969.
- The Road to Udima. Enugu: Fourth Dimension, 1985.
- Victor Nwankwo, Chinua Achebe, Samuel Ifejika, Flora Nwapa (Hrsg.): The Insider: Stories of War and Peace from Nigeria. Enugu: Fourth Dimension Publishers, 1971.